# Koppeling (aandrijving)

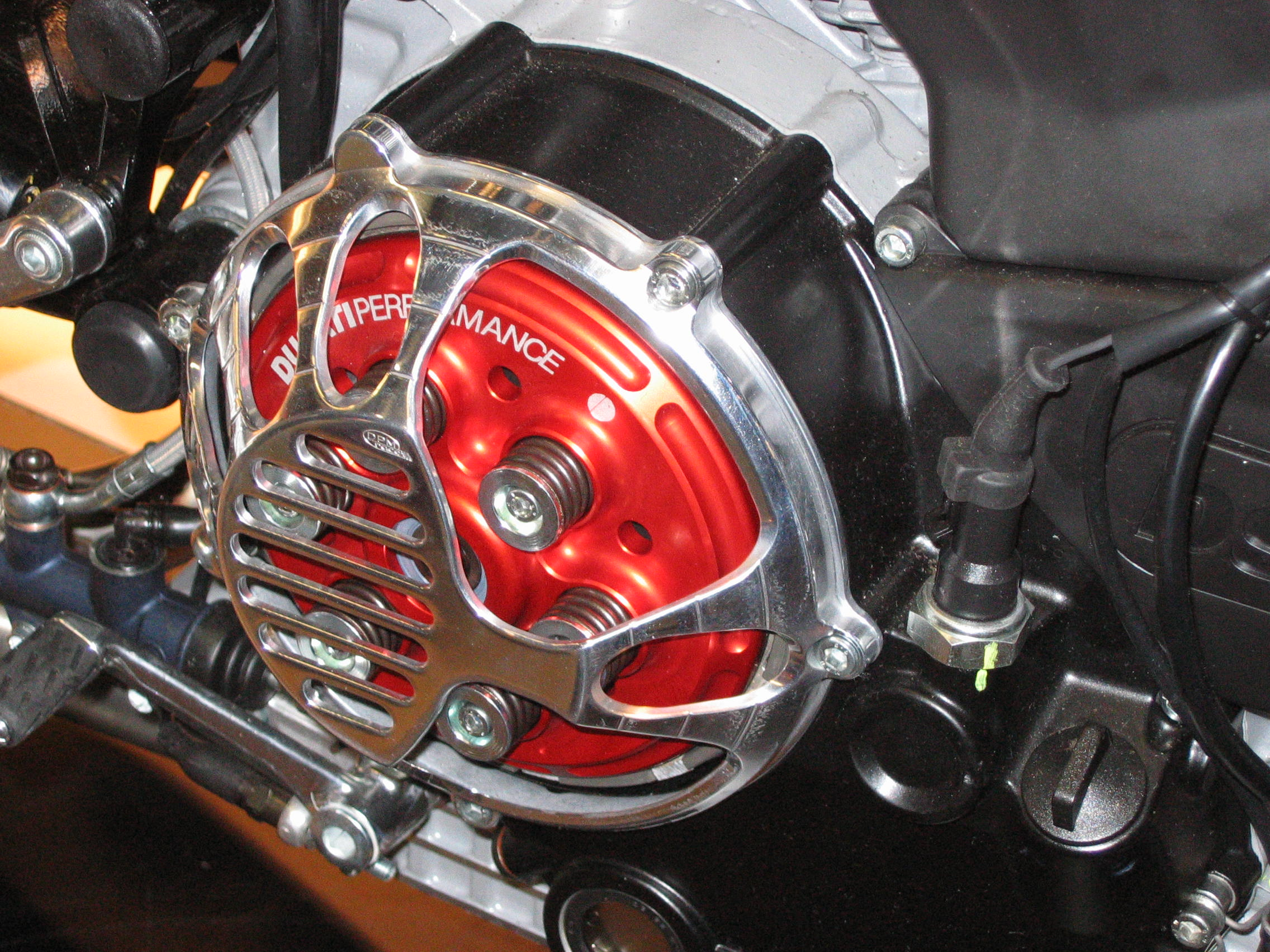
Droge koppelingen bevatten meestal slechts één of twee koppelingsplaten, maar dit is een meervoudige droge koppeling van een Ducati-motorfiets. Als de machine stationair draait, veroorzaken deze droge platen een flink gerammel.

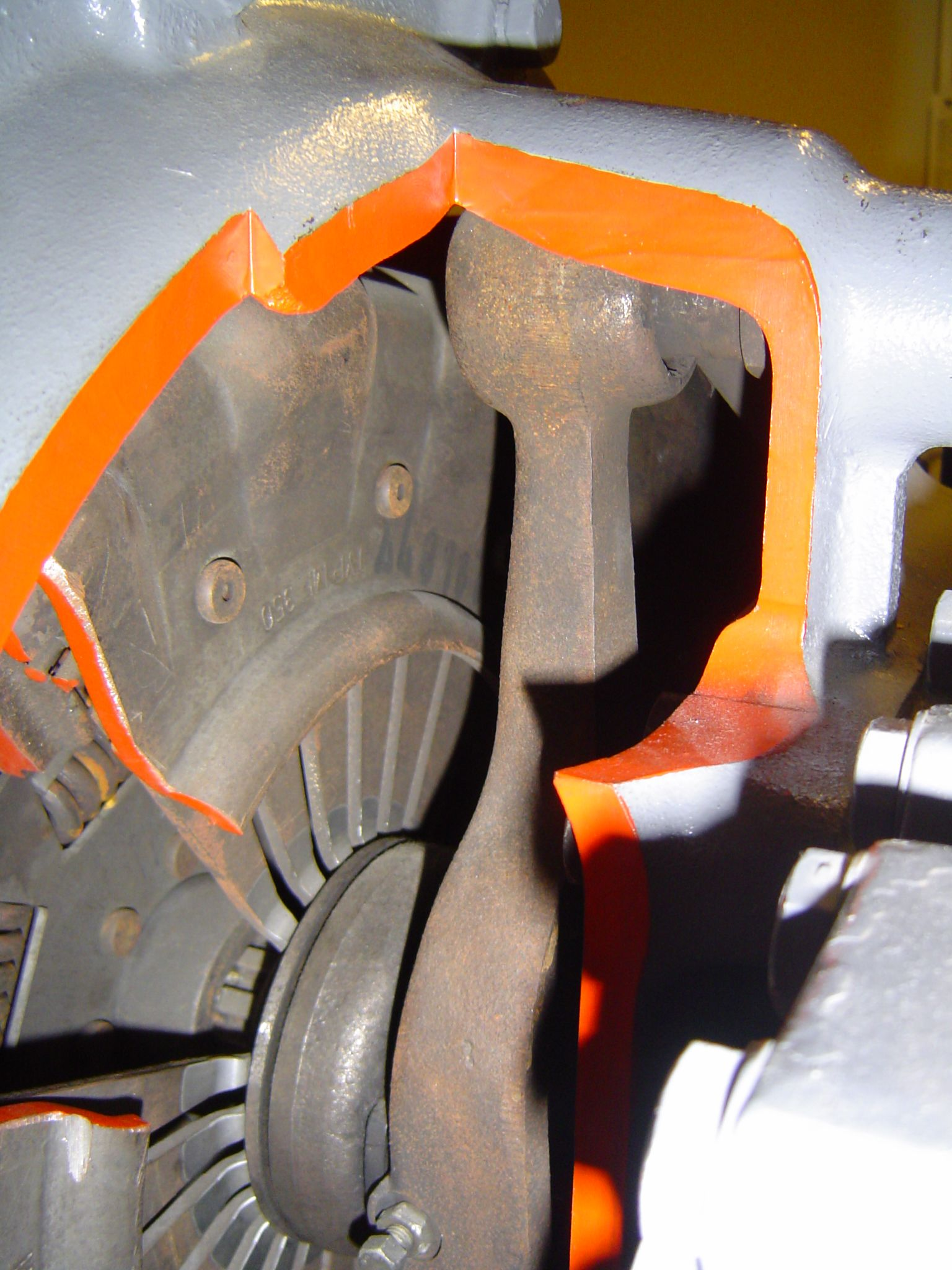
(Opengewerkte) droge plaatkoppeling van een vrachtauto

Een koppeling (in Vlaanderen wordt soms de Franstalige term embrayage gebruikt) is een machineonderdeel dat wordt gebruikt om vermogen (rotatie en koppel) over te brengen van een aandrijvende as naar een aangedreven as.

## Soorten

### Niet-schakelbare koppelingen
Een niet-schakelbare koppeling wordt veel gebruikt om het aandrijvende systeem (bijvoorbeeld een elektromotor) te koppelen aan de as van het aangedreven apparaat (pomp, compressor, ventilator, tandwielkast). De keuze is dan aan de ontwerper om er dan een starre verbinding van te maken (DIN 115 of DIN 116) of een elastische koppeling toe te passen, waardoor uitlijnfouten opgevangen kunnen worden en/of trillingen kunnen worden gedempt.
Niet-schakelbare koppelingen worden gebruikt om assen permanent aan elkaar te koppelen. Meestal is de hoofdfunctie voor een koppeling het overbrengen van koppel of draaimoment. Daarnaast kan het nog andere specifieke functies hebben, zoals: torsiestijfheid (in geval van positioneren), doorslagzeker (liftinstallaties), trillingdempend (verbrandingsmotoren), juist niet doorslagzeker, uitlijnfouten accepteren, explosieveilig (in EX-omgeving), hoge omgevingstemperatuur (all-metal couplings) of functionaliteit met betrekking tot montagemogelijkheid, zoals: axiaal monteerbaar, radiaal monteerbaar, of koppelingen die een afstand tussen de assen kunnen overbruggen, spacerkoppeling genoemd. De afstand tussen de assen wordt ook vaak DBSE genoemd: Distance Between Shafts Ends. Zie ook de DIN 740-norm. De American Petroleum Institute (API) heeft ook een aantal voorschriften gemaakt ten aanzien van selectie van koppelingen: API 610 en API 671. Die hebben met name betrekking op lamellenkoppelingen en membraankoppelingen.
Onderverdeling:
- Starre koppelingen
  - Flenskoppeling (DIN 116)
  - Schalenkoppeling (DIN 115)
  - Flexibele koppeling (heli-cal)
- Elastische koppelingen
  - Boogtandkoppeling
  - Kruiskoppeling
  - Homokinetische koppeling
  - Kruisschijfkoppeling
  - Lamellenkoppeling
  - Pennenkoppeling
  - Schmidtkoppeling
  - Bandkoppeling
  - Coaxiale schroefveerkoppeling
  - Elastische klauwenkoppeling
  - Membraankoppeling
  - Schroefveerkoppeling
  - Tussenringkoppeling

### Schakelbare koppelingen
Een schakelbare koppeling wordt veelal toegepast in combinatie met een verbrandingsmotor, omdat het vaak een wens is die onbelast te starten en niet telkens een start/stop te maken. De ene zijde is dan ook vaak verbonden aan de vliegwielzijde van een motor en de andere zijde aan een versnellingsbak (schakelbare tandwielkast) om verschillende overbrengingen (versnellingen) te kunnen realiseren.
Er bestaat een zeer grote verscheidenheid aan schakelbare koppelingsontwerpen, maar de meeste zijn gebaseerd op een wrijvingsschijf (ook genoemd frictieplaat of koppelingsplaat) die door middel van veren (ook genoemd drukgroep) dicht tegen een tweede wrijvingsplaat of een vliegwiel aangedrukt wordt. De veerdruk wordt verlicht wanneer het koppelingspedaal geactiveerd wordt en daardoor worden de platen minder stevig tegen elkaar gedrukt, waardoor ze vrij kunnen roteren. Een natte koppeling is gedompeld in smeerolie om de oppervlakten schoon te houden en te koelen, wat hogere prestaties en een langere leeftijd met zich meebrengt. Als geen vloeistof gebruikt wordt, spreekt men van een droge koppeling.
In een auto wordt de veerdruk met het koppelingspedaal geregeld door middel van een kabel of hydraulisch systeem dat met de daadwerkelijke koppeling verbonden is. Wanneer er geen druk op de pedaal uitgeoefend wordt, betekent dat dat de koppeling gekoppeld is en als het pedaal ingedrukt wordt, worden de platen van elkaar ontkoppeld om de bestuurder in staat te stellen van versnelling te wisselen. Wanneer het gaspedaal ingetrapt wordt terwijl men de koppeling laat opkomen, zijn de platen geneigd sneller te slijten dan normaal door het grotere verschil in draaisnelheid van de platen.
Sommige bromfietsen hebben een automatische koppeling die van middelpuntvliedende kracht gebruikmaakt om de koppeling boven een bepaald aantal toeren tot stand te brengen, een centrifugaalkoppeling. Deze vorm van automatische koppeling, de Saxomat van Sachs, was ook beschikbaar op auto's met tweetaktmotor, onder andere DKW en Saab 93.
Op de meeste motorfietsen wordt de koppeling door een koppelingshefboom geactiveerd en is deze op de linkerstuurstang bevestigd.
Onderverdeling:
- Stilstandschakelbaar
  - Vrijloopkoppeling
  - Klauwenkoppeling met schakelbare naaf
- Dynamisch schakelbaar
  - Koppeling van een auto
  - Pneumatisch, Hydraulisch, Elektrisch schakelbare koppelingen
  - Hysterese koppeling
  - Racekoppeling

### Veiligheidskoppelingen
Veiligheidskoppelingen zijn koppelingen die een functie hebben in geval van overbelasting. Het kan zijn dat de koppeling gaat slippen (slipkoppeling) en dus de last wel in zekere mate vast blijft houden of een schakelfunctie, zodat de koppeling de last niet meer probeert mee te nemen. Veiligheidskoppelingen kunnen ook alleen een signalerende functie hebben: dat ze niet afschakelen, maar alleen een signaal van overbelasting geven.